# Чебаков, Никита Никанорович
Ники́та Никано́рович Чебако́в (1916—1968) — советский живописец. Лауреат Сталинской премии первой степени (1951).

## Биография
Родился в 1916 году в семье бедняка в посёлке Жжёные Ракиты. Специальное художественное образование получил в Омском художественно-промышленном техникуме имени М. А. Врубеля (1932—1936) и во ВГИКе (1939—1948). Учился у профессоров Ю. И. Пименова и Ф. С. Богородского. Защитил диплом по профессии «художник фильма».
Во время учёбы в институте участвует в разработке композиционных решений к 1-й серии фильма «Иван Грозный», который снимал выдающийся режиссёр С. М. Эйзенштейн.
В 1941 году на 3 курсе был мобилизован в ряды Красной Армии в связи с Великой Отечественной войной. Служил в газете «Советский пилот» 5-й Воздушной Армии 2-го Украинского фронта в звании мл. лейтенант. Войну заканчивает победой в Вене.
В 1948 году работает с Бондарчуком над фильмом «Молодая гвардия», с которым учился на одном курсе. Для этого фильма он выполнил серию эскизов. В это же время вступает в МССХ. Тогда-же высказался против партийной номенклатуры, за что был отстранён от работы над фильмом «Молодая гвардия», хотя это была его дипломная работа. Только в 1951 году в связи с неопровержимыми заслугами перед Родиной был восстановлен в партийных списках ВКП(б).
После окончания учёбы Н. Н. Чебаков много ездит по стране в поисках художественных образов современников — людей труда: рабочих, рыбаков, учителей, врачей. Активно участвует во всесоюзных выставках.
Широкую известность Чебакову принесли картины «Выступление Ленина на III съезде комсомола» (которую он пишет под руководством Б. В. Иогансона) и «Павлик Морозов» (1952).
Работы хранятся в Государственном Русском музее и Государственной Третьяковской галерее.
Произведения художника находятся также в музеях Новосибирска, Ростова-на-Дону, Архангельска, Костромы, Твери, а также в частных коллекциях.
В 1962 году преподаёт на кафедре живописи в МГХИ им. Сурикова в звании доцент.
Умер от инфаркта в 1968 году в Москве в Городке художников на Верхней Масловке. Похоронен на Химкинском кладбище.

## Награды и премии
- Медаль «За взятие Будапешта»
- Медаль «За взятие Вены»
- Медаль «За победу над Германией в Великой Отечественной войне 1941-1945 гг.»
- Орден Красной Звезды
- Сталинская премия (1951) — за картину «Выступление В. И. Ленина на III съезде комсомола» (1950,с соавторами)